# آراسو
آراسو (به اسپانیایی: Arraso) یک منطقهٔ مسکونی در اسپانیا است که در Sabiñánigo واقع شده‌است. آراسو ۷ نفر جمعیت دارد و ۹۵۱ متر بالاتر از سطح دریا واقع شده‌است.